# Pavel Štern
Pavel Štern (* 9. června 1966) byl v letech 2001 až 2014 ředitelem Probační a mediační služby ČR a od února do června 2014 náměstkem ministryně spravedlnosti ČR.

## Život
Vystudoval sociální práci na Filozofické fakultě Univerzity Karlovy v Praze (promoval v roce 1995 a získal tak titul Mgr.).
Následně v letech 1996 až 1999 pracoval jako probační úředník Obvodního soudu pro Prahu 2, krátce působil na Ministerstvu práce a sociálních věcí ČR.
V roce 2001 se stal ředitelem nově zřízené Probační a mediační služby ČR. Tuto funkci zastával do začátku roku 2014.
Po nástupu ministryně spravedlnosti Heleny Válkové se stal v únoru 2014 jakožto nominant ČSSD jejím náměstkem pro vězeňství a trestní politiku. V červnu 2014 se dostal do sporu s ministryní kvůli tendru na elektronické náramky pro domácí vězně. Odmítl jí totiž dát o průběhu řízení podrobnější informace, na které podle něj neměla nárok. Následně se obrátil na protikorupční policii. Válková tendr zrušila kvůli pochybnostem o transparentnosti a dne 17. červnu 2014 Šterna z funkce náměstka odvolala.
Je synem novináře a publicisty Jana Šterna (1924–2012) a vnukem významného prvorepublikového sociálního demokrata a odborníka na sociální problematiku Evžena Šterna (1889–1942).